# Torvholm
Torvholm är en ö i Finland. Den ligger i Skärgårdshavet och i kommunen Pargas i den ekonomiska regionen  Åboland i landskapet Egentliga Finland, i den sydvästra delen av landet. Ön ligger omkring 49 kilometer sydväst om Åbo och omkring 190 kilometer väster om Helsingfors.
Öns area är 3,6 hektar och dess största längd är 310 meter i öst-västlig riktning. Runt Torvholm är det mycket glesbefolkat, med 7 invånare per kvadratkilometer. Närmaste större samhälle är Korpo, 7,7 km söder om Torvholm.